# Salvador Flores (Fußballspieler)
Salvador Flores (* 1906; † unbekannt) war ein paraguayischer Fußballspieler. Der Abwehrspieler gehörte zum Kader der paraguayischen Nationalmannschaft bei der Fußball-Weltmeisterschaft 1930 in Uruguay.

## Karriere

### Verein
Flores spielte 1929 für Sol de América und 1930 für Cerro Porteño. Über seine genaue Vereinskarriere sind jedoch nur wenige Details bekannt.

### Nationalmannschaft
Salvador Flores wurde in den Kader der paraguayischen Nationalmannschaft für die Copa América 1929 nominiert. Er kam beim 3:0-Erfolg gegen Uruguay und der 1:4-Niederlage gegen Argentinien zum Einsatz. Paraguay erreichte den zweiten Turnierplatz. Im Folgejahr stand er im Kader bei der ersten Fußball-Weltmeisterschaft in Uruguay. Er spielte das zweite Gruppenspiel gegen Belgien, das Paraguay mit 1:0 gewann. Paraguay schied in der Vorrunde aus.